# 欧罗斯
欧罗斯又稱艾乌洛斯或歐洛斯，是希腊神话中东风之神的名字。他是四個方向的風神（Anemoi）之一，与其他三位风神（北風之神－玻瑞阿斯、西風之神－仄費羅斯和南風之神－诺托斯）都是提坦阿斯特赖俄斯和黎明女神厄俄斯之子。他住在遠東太陽神赫利俄斯的宮殿附近。

## 家庭
東風之神是亞馬遜女王奧特拉的父親，她的母親不為人知。奧特雷拉是戰神阿瑞斯的妻子，曾在以弗所建立了一座獻給阿泰米斯女神的神社。她和阿瑞斯是著名的亞馬遜女王希波利塔和彭忒西勒亞的父母。後來參加了特洛伊戰爭，被阿基里斯所殺害。當他摘下她的掌舵，看到她是一個美麗的女人，他賦予把她放到特洛伊木馬裏埋葬的榮譽。

### 書籍
- 鲁刚 (主编). . . 沈阳: 辽宁人民出版社: 581. 1989. ISBN 7-205-00960-X.